# Sétaire verte
Setaria viridis
Espèce
Setaria viridis, la Sétaire verte, est une plante herbacée de la famille des Poacées.

## Synonymes
- Setaria italica subsp. viridis (L.) Thell.
- Panicum viride L. Basionyme
- Chaetochloa viridis (L.) Scribn.
- Chamaeraphis italica var. viridis (L.) Kuntze
- Chamaeraphis viridis (L.) Millsp.
- Ixophorus viridis (L.) Nash
- Pennisetum viride (L.) R.Br.
- Setaria viridis (L.) P.Beauv.
- Setaria viridis subsp. viridis
- Setariopsis viridis (L.) Samp.

## Répartition
Toute la France métropolitaine de 0 à 1 200 m d'altitude, occasionnel plus haut.

## Floraison
Juillet, août.

## Habitats
Cultures, friches.

## Sous-espèces, variétés et formes
Selon Tropicos (6 décembre 2014) (Attention liste brute contenant possiblement des synonymes) :
- Setaria viridis subsp. glareosa (Petrov) Peshkova
- Setaria viridis subsp. italica (L.) Briq.
- Setaria viridis subsp. minor (Thunb.) T. Koyama
- Setaria viridis subsp. pachystachys (Franch. & Sav.) Masamura & Yanagih.
- Setaria viridis subsp. purpurascens (Maxim.) Peshkova
- Setaria viridis subsp. pycnocoma (Steud.) Tzvelev
- Setaria viridis subsp. viridis
- Setaria viridis subvar. linearia (Honda) Makino & Nemoto
- Setaria viridis subvar. rufescens Honda
- Setaria viridis var. ambigua (Guss.) Coss. & Durieu
- Setaria viridis var. arenosa Schur
- Setaria viridis var. brevifolia Honda
- Setaria viridis var. breviseta (Döll) Hitchc.
- Setaria viridis var. depressa (Honda) Kitag.
- Setaria viridis var. fecunda Beck
- Setaria viridis var. giganta (Franch. & Sav.) Franch. & Sav. ex Matsum.
- Setaria viridis var. gigantea (Franch. & Sav.) Masam.
- Setaria viridis var. insularis Terracciano
- Setaria viridis var. japonica (Koidz.) Honda
- Setaria viridis var. laevigata Schur
- Setaria viridis var. major Gray
- Setaria viridis var. maritima (Lam.) H. Hara
- Setaria viridis var. minor Beurl.
- Setaria viridis var. monstrosa Goiran
- Setaria viridis var. nana Lej. & Courtois
- Setaria viridis var. nodiflora Sacc. ex Douin
- Setaria viridis var. pachystachys (Franch. & Sav.) Makino & Nemoto
- Setaria viridis var. pilosa H. Hara
- Setaria viridis var. purpurascens Peterm.
- Setaria viridis var. pygmaea (Asch. & Graebn.) B. Fedtsch.
- Setaria viridis var. reclinata (Vill) Bréb.
- Setaria viridis var. robusto-alba M. Schreib.
- Setaria viridis var. robusto-purpurea M. Schreib.
- Setaria viridis var. sinica Ohwi
- Setaria viridis var. stenostachya Merino
- Setaria viridis var. viridis
- Setaria viridis var. weinmannii (Roem. & Schult.) Heynh.
- Setaria viridis f. arenosa (Schur) Morariu
- Setaria viridis f. japonica (Koidz.) Ohwi
- Setaria viridis f. maxima Hack. ex Matsum.
- Setaria viridis f. misera Honda
- Setaria viridis f. nana (Dumort.) de Lesd.
- Setaria viridis f. ramuliflora D.N. Christ.
- Setaria viridis f. viridis